# 듀크 카하나모쿠
듀크 파오아 카히누 모코에 훌리코홀라 카하나모쿠(하와이어: Duke Paoa Kahinu Mokoe Hulikohola Kahanamoku, 1890년 8월 24일 ~ 1968년 1월 22일)는 하와이 출신의 원주민 수영 선수이다. 그의 별명은 "인간 물고기"였던 것으로 알려져 있다.

## 생애
듀크는 작위나 별칭이 아니라 실제 그의 이름이다. 그의 아버지의 이름인 듀크 할라푸 카하나모쿠에서 물려받은 것이다. 그의 아버지는 독실한 기독교 신자로 베르니체 파우아히 비숍으로부터 세례를 받았는데, 마침 그 때 하와이 섬에 영국 빅토리아 여왕의 둘째 아들인 에든버러 공 알프레드 왕자가 방문 중이라 이를 기념하기 위해 세례명으로 듀크(Duke, 공작)을 썼다고 한다. 그리고 그 이름을 듀크 카하나모쿠가 물려받은 것이다.
1912년 스톡홀름 올림픽에 처음 참가하여, 100m 자유형에서 첫 금메달을 획득하였다. 1916년에는 제1차 세계대전 중이라는 이유로 올림픽이 열리지 않아, 8년 만인 1920년 안트베르펜 올림픽에서 100m 자유형과 800m 자유형 계주에서 금메달을 목에 걸었다.
1924년 파리 올림픽에서는 우승을 자니 와이즈뮬러에게 넘겨주고 말았다. 이후 은퇴하였다가, 1932년 로스앤젤레스 올림픽에서 수구 팀의 선수로 참가하기도 하였다.
하와이로 돌아온 그는 서핑으로도 명성을 날려, "근대 서핑의 아버지"로 불리기도 하였다.
1968년 1월 22일 심근경색으로 사망하였다.

## 사후
그는 수영과 서핑의 명예 전당에 올랐고, 와이키키 해변에는 그의 동상이 세워졌다. 오아후섬의 선세트 해변(Sunset Beach)에서는 그의 이름을 딴 듀크 카하나모쿠 초청 서핑 경연대회가 열리고 있다.

## 같이 보기
- 올림픽 다관왕 목록
- 올림픽 수영 남자 메달리스트 목록
- 수영 자유형 100m 세계 기록 추이
- 수영 계영 800m 세계 기록 추이